# Symfonie č. 7 (Bruckner)
Symfonie Č. 7 E dur Antona Brucknera (WAB 107) je jednou z jeho nejznámějších symfonií. Napsal ji mezi roky 1881 a 1883 a revidoval v roce 1885. Dílo je věnováno Ludíkovi II. Bavorskému. Premiéru pod taktovkou Arthura Nikische provedl Orchestr Gewandhausu v opeře v Lipsku dne 30. prosince 1884, a toto provedení přineslo Brucknerovi největší úspěch jeho života. Symfonie bývá někdy označována jako Lyrická, i když označení není skladatelovo vlastní a používá se zřídka.
Symfonie má čtyři věty:
1. Allegro moderato. Začíná tremolem strunných nástrojů a violoncelly uvádějícími „úplný, božsky vnuknutý melodický celek.“[2] Bruckner uvedl, že melodii uslyšel ve snu hranou na violu a zapsal ji po probuzení. Melodie však obsahuje citát z Kréda jeho Mše d moll (1864), kterou tehdy právě revidoval.
2. Adagio. Sehr feierlich und sehr langsam. Věta byla komponována od ledna do dubna 1883. Bruckner ji začal psát v očekávání Wagnerovy smrti a pohřbu, protože jeho hudební vzor byl ve špatném zdravotním stavu. Partitura požaduje čtyři Wagnerovy tuby, což je jejich první uvedení v symfonii. Objevuje se tu také basová tuba. Legenda praví, že Bruckner napsal třesk činelů na vrcholu věty po vyslechnutí zprávy, že Wagner zemřel.[3] Naopak Williman Mann uvádí, že „Nikisch přesvědčil Brucknera, aby na vrcholu pomalé věty přidal činely podporované trianglem; později byl tento dodatek k rukopisu označen jako 'neplatný' - ale ne rukou samotného skladatele, takže kdo byl ten purista?“
3. Scherzo. Sehr schnell. Scherzo v a moll, s triem v F dur.
4. Finále. Bewegt, doch nicht schnell. V rekapitulaci se témata věty vracejí v opačném pořadí (forma někdy nazývá „tragická sonátová forma“).[4]

## Verze

### Původní verze (1883)
Tato verze byla provedena na premiéře. Bohužel přežila pouze v jednom autorském rukopise, který obsahuje i pozdější změny zanesené Brucknerem a dalšími, takže přesný obsah této verze je ztracen. Tato verze nebyla publikována.

### Přepracovaná verze (1885)

#### Gutmannova edice (zveřejněna 1885)
Některé změny byly provedeny po premiéře roku 1884, ale před první publikací Gutmannem v roce 1885. Má se obvykle za to, že Nikisch, Franz Schalk a Ferdinand Löwe měli významný vliv na tuto edici, ale je sporné, do jaké míry tyto změny byly schváleny Brucknerem. Změny se většinou týkají tempa a instrumentace.

#### Berlinská filharmonie 1942
Berlinská filharmonie nahrála symfonii v roce 1942 pod taktovkou
Wilhelma Furtwänglera. Německý rozhlas hrál Adagio po pádu Stalingradu i po sebevraždě A. Hitlera.

#### Haasova edice (zveřejněna 1944)
Robert Haas se pokusil odstranit vliv Nikische, Schalke a Löweho a vrátit se k Brucknerovu původnímu pojetí symfonie. Haas použil materiál rukopisu z roku 1883, ale protože tento opis zahrnuje také pozdější změny, hodně z jeho práce bylo založeno na dohadech. Nejvýraznějším prvkem Haasovy edice je absence činelů, trianglu a tympánů v pomalé větě: Haas tvrdil, že Bruckner se rozhodl vynechat bicí, což hudební vědec Benjamin Korstvedt považuje za "nepravděpodobné".

#### Nowakova edice (zveřejněna 1954)
Leopold Nowak zachoval většinu změn Gutmannov edice z roku 1885, včetně bicích. Přetiskl změny tempa z Gutmanna, ale umístil je do závorek. Některá nastudování symfonie na základě tohoto vydání vynechávají činely ve vyvrcholení pomalé věty, i když je text obsahuje.
Pro komorní soubor (sestávající z 2 houslí, violy, violoncella, kontrabasu, klarinetu, lesního rohu, klavíru pro čtyři ruce a harmonia) symfonii v roce 1921 aranžovali studenti a spolupracovníci Arnolda Schönberga pro vídeňskou „Společnost pro soukromá hudební vystoupení“: Hanns Eisler (1. a 3. věta), Erwin Stein (2. věta), a Karl Rankl (3 věta). Spolek však zanikl ještě před uvedením této verze, a ta měla premiéru až o více než 60 let později.

## Instrumentace
Symfonie vyžaduje následující orchestr:
- dřevěné dechové nástroje: 2 flétny, 2 hoboje, 2 klarinety , 2 fagoty
- žestě: 4 rohy v F, 3 trubky v. F, 3 pozouny, 4 Wagnerovy tuby (2 tenorové v B, 2 basové v F)1, basová tuba
- bicí2: tympány, činely, triangl
- smyčce: housle 1. a 2., violy, violoncella, kontrabasy

1Použity jen v 2. a 4. větě. Pokud Wagnerovy tuby nejsou k dispozici, jsou někdy nahrazeny eufonii.
2S výjimkou třetí věty, kde je použití tympánů významné, je využití bicích v symfonii jen velmi omezené. 

## Diskografie
První komerční záznam provedl Oskar Fried s Orchestrem Berlínské státní opery v roce 1924 pro Polydor. Spolu s Čtvrtou je Sedmá nejvíce populární Brucknerovou symfonií jak v koncertní síni, tak na záznamu.
Herbert von Karajan Sednou naposledy nahrál s Vídeňskými filharmoniky 23. dubna 1989, tři měsíce před svou smrtí, pro Deutsche Grammophon na základě Haasova vydání z roku 1885. Norman Lebrecht tuto nahrávku vybral jako číslo 80 v seznamu 100 nejlepších nahrávek, a popsal ji jako "lidštější a zranitelnější" než Karajanovu starší berlínskou nahrávku. Roku 1999 v recenzi nahrávky Kurta Sanderlinga kritik David Hurwitz uvedl jako referenční nahrávky Brucknerovy Sedmé ty od Eugena Jochuma z roku 1976 Bernarda Haitinka z roku 1978, Karajana z roku 1989 a Güntera Wanda z roku 1999. Stephen Johnson preferuje nahrávku Karla Böhma s Vídeňskými filharmoniky, s tím, že Böhm vyvažuje "jasné formální porozumění s plynulejším, pružnějším přístupem k frázování." Drtivá většina moderních nahrávek používá vibrato u smyčců, významnou výjimkou je nahrávka Rogera Norringtona se Stuttgartským rádiovým symfonickým orchestrem.